# Hartlaub-tüskebujkáló
A Hartlaub-tüskebujkáló vagy barnahátú tüskebujkáló (Cercotrichas hartlaubi) a madarak osztályának a verébalakúak (Passeriformes) rendjéhez és a légykapófélék (Muscicapidae) családjához tartozó faj.

## Rendszerezése
A fajt Anton Reichenow német ornitológus írta le 1891-ben, az Erythropygia nembe Erythropygia hartlaubi néven. Egyes szervezetek jelenleg is ide sorolják.

## Előfordulása
Afrika középső részén, Angola, Burundi, Kamerun, Kenya, a Kongói Demokratikus Köztársaság, a Közép-afrikai Köztársaság, Nigéria, Ruanda, Tanzánia és Uganda területén honos.
Természetes élőhelyei szubtrópusi és trópusi füves puszták, szavannák és cserjések, valamint ültetvények, szántóföldek és vidéki kertek. Állandó, nem vonuló faj.

## Megjelenése
Testhossza 15 centiméter, testtömege 17–20 gramm,

## Életmódja
Gerinctelenekkel, főleg rovarokkal táplálkozik.

## Természetvédelmi helyzete
Az elterjedési területe nagy, egyedszáma pedig stabil. A Természetvédelmi Világszövetség Vörös listáján nem fenyegetett fajként szerepel.

## Külső hivatkozások
- Képek az interneten a fajról
- Xeno-canto.org - a faj hangja és elterjedési területe